# Alexandru Tean
Alexandru Tean (Chisinau, 5 augustus 1983) is een Moldavisch voetbalscheidsrechter. Hij werd vanaf 2014 opgenomen door FIFA en UEFA en fluit sindsdien internationale wedstrijden. Hij is ook actief in de UEFA Youth League.
Op 10 juli 2014 maakte Tean zijn debuut in Europees verband tijdens een wedstrijd tussen AC Libertas en Botev Plovdiv in de voorrondes van de UEFA Europa League. De wedstrijd eindigde op 0–2.
Zijn eerste interland floot hij op 8 oktober 2017, toen Kazachstan 1–1 gelijkspeelde tegen Armenië na doelpunten van Henrich Mchitarjan en Bauyrzhan Turysbek.

## Interlands
| Datum          | Plaats             | Wedstrijd                 | Uitslag | Competitie           | Kreeg geel | Kreeg voor de tweede keer geel en dus rood | Weggestuurd |
| -------------- | ------------------ | ------------------------- | ------- | -------------------- | ---------- | ------------------------------------------ | ----------- |
| 8 oktober 2017 | Astana, Kazachstan | Kazachstan – Armenië      | 1 – 1   | WK 2018 kwalificatie | 4          | 0                                          | 0           |
| 24 maart 2018  | Tbilisi, Georgië   | Georgië – Litouwen        | 4 – 0   | Vriendschappelijk    | 4          | 0                                          | 0           |
| 5 juni 2018    | Astana, Kazachstan | Kazachstan – Azerbeidzjan | 3 – 0   | Vriendschappelijk    | 0          | 0                                          | 0           |

Laatste aanpassing op 27 oktober 2018